# Christian-Henri de Brandebourg-Culmbach
Christian Henri de Brandebourg-Bayreuth-Culmbach, (en allemand Christian Heinrich von Brandenburg-Bayreuth-Kulmbach), né le 29 juillet 1661 à Bayreuth, mort le 5 avril 1708 à Weferlingen.

## Famille
Fils de Georges-Albert de Brandebourg-Culmbach et de Marie-Élisabeth de Schleswig-Holstein-Sonderbourg-Glücksbourg.

### Mariage et descendance
En 1687, Christian-Henri de Brandebourg-Bayreuth épousa la comtesse Sophie-Christiane de Wolfstein (1667-1737), fille du comte Albert von Wolfstein.
Treize enfants sont nés de cette union :
- Georges-Frédéric-Charles de Brandebourg-Bayreuth, margrave de Brandebourg-Bayreuth ;

- Albert-Wolfgang de Brandebourg-Bayreuth (1689-tué en 1734) ;

- Dorothée de Brandebourg-Culmbach (1691-1712), en 1711, elle épousa le comte Charles de Hohenlohe-Weikersheim ( †1756) ;

- Frédéric de Brandebourg-Culmbach (1692-1693) ;

- Christiane de Brandebourg-Culmbach (1693-1695) ;

- Frédéric de Brandebourg-Culmbach (1695-1695) ;

- Christiane de Brandebourg-Culmbach (1698-1698) ;

- Christian de Brandebourg-Culmbach (1699-1700) ;

- Sophie-Madeleine de Brandebourg-Culmbach (1700-1770), en 1721, elle épousa le futur roi de Danemark et de Norvège Christian VI (1699-1746) ;

- Frédéric-Ernest de Brandebourg-Culmbach (1703-1762), en 1731, il épousa Sophie de Brunswick-Bevern ( †1779), fille du duc Ernest de Brunswick-Bevern ;

- Éléonore de Brandebourg-Culmbach (1704-1705) ;

- Sophie-Caroline de Brandebourg-Culmbach (1705-1764), en 1723, elle épousa le prince Georges-Albert de Frise orientale (†1734) ;

- Frédéric V Christian de Brandebourg-Bayreuth, margrave de Brandebourg-Bayreuth.

## Biographie
Christian Henri de Brandebourg-Kulmbach est le second fils de Georges Albert de Brandebourg-Kulmbach. Sur l'invitation du gouvernement de Brandebourg-Ansbach, il résida avec sa famille au château de Schönberg. Surendetté, il signa au château de Schönberg le 23 novembre 1703 l'acte de renonciation concernant les possessions franconiennes de la Maison de Hohenzollern (les deux principautés Ansbach et Bayreuth) en faveur de la Prusse. En compensation, Frédéric II de Prusse lui versa un revenu et lui donna comme résidence, le château de Weferlingen.
Après son décès en 1708, après de longues et difficiles négociations, l'acte de Schönberg fut annulé en 1722. Le fils aîné de Christian Henri de Brandebourg-Kulmbach, Georges devint margrave en 1726. Son dernier fils, Frédéric Guillaume devint également margrave.

## Généalogie
Christian Henri de Brandebourg-Kulmbach appartient à la sixième branche issue de la première branche de la Maison de Hohenzollern. Cette sixième lignée s'éteignit au décès de Frédéric de Brandebourg-Bayreuth en 1763.